# Estádio Alfredo Terrera
Estádio Alfredo Terrera é um estádio de futebol localizado na cidade de Santiago del Estero, capital da província homônima no norte argentino, inaugurado em 21 de outubro de 1946. É a casa do Central Córdoba. Tem capacidade para 16.000 espectadores, sendo o maior palco de futebol da cidade.